# Dolní mlýn (Telč)
Dolní mlýn v Telči v okrese Jihlava je bývalý vodní mlýn, později parní mlýn, který stojí pod hrází Staroměstského rybníka na Telčském potoce. Je chráněn jako nemovitá kulturní památka České republiky.

## Historie
Mlýn je poprvé zmíněn roku 1553. V roce 1807 zřídil Jakub Lang v Telči továrnu na sukna a mlýn se stal v roce 1825 její součástí. Areál poté získala rodina Podstatzky-Lichtenstein a v roce 1863 jej přestavěla; roku 1887 do něj dala umístit parní stroj vyrobený Pražskou akciovou společností a v roce 1923 nahradila vodní kolo Francisovou turbínou. Tento rod vlastnil mlýn až do roku 1945.
Mlýn byl v provozu do roku 1957 a následně sloužil jako sklad obilí. Nebyl udržován a jeho tři patra se propadla z důvodu nadměrného zatížení. Budovy byly opuštěny a objekt bez využití chátral.

## Popis
Mlýn je situován v lesnatém svažitém terénu na jižním konci Staroměstského rybníka. Dominuje mu mohutná čtyřpodlažní hlavní budova s mlýnicí s kolmo navazujícím třípodlažním obytným a správním křídlem; budovy mají sedlové střechy. Hlavní štítové klasicistní průčelí směřuje k příjezdové cestě.
Voda na vodní kolo a později na turbínu vedla náhonem z rybníka. Byla přiváděna potrubím v hrázi, které ústilo do vantrok (otevřené ocelové koryto) vedoucích nad úrovní terénu; toto koryto je umístěné na kamenných pilířích a je v tomto stavu od roku 1888. Dvě přepadová koryta vedená z rybníka jsou tesána do rostlé skály stejně jako do skály tesaný odpadový kanál.
V areálu se nacházejí zbytky cenného strojního zařízení, například část transmisí, korečkové výtahy k přepravě meliva nebo dřevěné násypky. V roce 1930 je zde uváděna jedna Francisova turbína (průtok 0,245 m³/s, spád 9,3 m, výkon 22,8 k).